# John Wolter
John Wolter (Thorn, 24 augustus 1968) is een Nederlands voormalig voetballer die als middenvelder speelde bij VVV. Nadien kwam hij ook nog uit voor de amateurs van Wilhelmina '08, SV Panningen en VV Thorn. Zijn jongere broer Erwin speelde eveneens bij VVV.

## Profstatistieken
| Seizoen | Club   | Land      | Competitie     | Duels | Goals |
| ------- | ------ | --------- | -------------- | ----- | ----- |
| 1989/90 | VVV    | Nederland | Eerste divisie | 3     | 0     |
| 1990/91 | VVV    | Nederland | Eerste divisie | 0     | 0     |
| 1991/92 | VVV    | Nederland | Eredivisie     | 0     | 0     |
| Totaal  | Totaal | Totaal    | Totaal         | 3     | 0     |